# Srah Srang
Srah Srang là một baray tại Angkor, Campuchia, nằm về phía Nam của Đông Baray và phía Đông của Banteay Kdei. Nó được tạo dựng giữa thế kỷ 10 và được cải thiện vào thế kỷ 12 hay thế kỷ 13 do vua Jayavarman VII, dành riêng cho Phật giáo. Đài đất ở phía Tây của Baray này, đối diện với cổng vào Banteay Kdei, là một nơi ngắm nhìn bình minh phổ biến.

## Phong cách
Một phần nhỏ của kiến trúc từ trên nhìn xuống hồ hoàn toàn được xây dựng theo phong cách Bayon.

## Vị trí
Từ đền Angkor Wat cập theo hào thành đi qua đền Banteay Kdei rồi gặp ngã ba Ta Prohm và tháp Kutisvara là vị trí hồ Srah Srang.
Srang Srah nằm trên đường từ cổng vào phía Đông của Banteay Kdei.

## Miêu tả
Srah Srang luôn luôn có nước và được bao quanh bởi cây xanh. Thế nhưng vào mùa khô, có thể, hồ không còn nước. Kiến trúc đặc trưng đền gồm 2 phần chính. Phần trên hồ nằm về một phía có kiến trúc đơn giản chỉ gồm bậc tam cấp đi xuống, xen lẫn là hình tượng rằn thần Naga và các tượng sư tử trấn giữ. Phần công trình này cũng bị hư hại nghiêm trọng do chính con người gây ra. Phần thứ hai là kiến trúc giữa hồ chính là nơi để cho vua đi thuyền ra giữa hồ dùng để giải tỏa ưu phiền. Phần hồ cũng chính là nơi các cung nữ tắm. Ở giữa hồ là di tích bằng đá nay đã không còn vì bị thiêu rụi bởi quân Xiêm và Champa. Khi mùa khô, nước rút hết và phần di tích còn sót lại nằm dưới đáy hồ. Ngoài chức năng chính là nơi của vua chúa thời Angkor, nó là minh chứng của việc cải tạo thủy lợi và trữ nước cho cả vương quốc Angkor vào mùa khô lúc bấy giờ. Ngày nay, chức năng cơ bản của hồ hiện nay không còn.

## Tham quan
Di tích là phần tạo nên cho công viên sự xanh mát, thế nhưng đây là di tích không được du khách tham quan hoặc chỉ tham quan rất ngắn vì phần công trình giữa tháp đã không còn. Thời gian tham quan hồ ở đây chỉ 15 phút.